# Callionymus pusillus
Callionymus pusillus, tên thông thường là cá đàn lia vây buồm, là một loài cá biển thuộc chi Callionymus trong họ Cá đàn lia. Loài này được mô tả lần đầu tiên vào năm 1809.

## Phân bố và môi trường sống
C. pusillus có phạm vi phân bố rộng rãi ở Đông Bắc Đại Tây Dương. C. pusillus xuất hiện ở ngoài khơi bờ biển Bồ Đào Nha và Tây Ban Nha. C. pusillus chủ yếu được ghi nhận ở lưu vực phía bắc Địa Trung Hải (chưa được ghi nhận ở hầu hết các vùng biển phía nam), bao gồm cả biển Adriatic và biển Aegea, cũng như tại Liban và Israel, trải rộng về phía đông đến khắp Biển Đen. C. pusillus sống trên đáy cát, được tìm thấy ở độ sâu khoảng 100 m trở lại (nhưng thường được quan sát ở độ sâu rất nông, từ 1 đến 5 m).

## Mô tả
Chiều dài tối đa được ghi nhận ở C. pusillus là khoảng 15 cm. C. pusillus là loài dị hình giới tính: vây lưng thứ nhất và thứ hai của cá đực vươn cao hơn so với cá cái, và màu sắc trên cơ thể cũng có đôi chút khác biệt. Cơ thể của chúng có màu vàng cát với nhiều chấm màu đen và trắng. Hai bên thân của cá đực có các vệt đốm màu xanh lam sáng. Vây hậu môn của cá đực có dải viền màu đen.
Thức ăn của C. pusillus là các loài động vật không xương sống ở sát đáy, chủ yếu là giun biển và động vật giáp xác.
Số gai ở vây lưng: 4; Số tia vây mềm ở vây lưng: 5 - 7; Số gai ở vây hậu môn: 0; Số tia vây mềm ở vây hậu môn: 8 - 9; Số tia vây mềm ở vây ngực: 18 - 20; Số gai ở vây bụng: 1; Số tia vây mềm ở vây bụng: 5.